# Alberto de' Stefani
Alberto de' Stefani, sovente scritto erroneamente De Stefani (Verona, 6 ottobre 1879 – Roma, 15 gennaio 1969) è stato un economista e politico italiano.

## Biografia

### I primi anni
Nacque a Verona il 6 ottobre 1879 da Pietro, avvocato, e Carolina Zamboni. Laureatosi in Giurisprudenza a Padova nel 1903 e perfezionatosi in Economia a Venezia, fu per vari anni docente all'istituto tecnico di Vicenza. Nel 1914 aderì al nazionalismo corradiniano e prese parte alla prima guerra mondiale, dove arrivò al grado di capitano. Ottenne la cattedra universitaria nel 1917, incaricato di scienza delle finanze a Padova, e nel 1922 di economia politica a Venezia.
Nel marzo 1921 aderì al Partito Nazionale Fascista, nato proprio in quell'anno. Squadrista della prima ora, fu eletto deputato del PNF nel 1921, assumendo presto il ruolo di economista ufficiale del partito e collaborando con il Popolo d'Italia. Il 1º e 2 ottobre 1921 partecipa alla Marcia su Bolzano che si conclude con l'assalto squadrista al Municipio di Bolzano e l'estromissione del sindaco eletto.

### Ministro nel governo Mussolini
Dopo la marcia su Roma fu ministro delle finanze (31 ottobre 1922) e poi anche del tesoro (21 dicembre 1922) del governo Mussolini, mantenendo tali incarichi in un unico ministero accorpato dal 1º gennaio 1923 fino al luglio 1925. In questa veste, e avendo ereditato un quadro economico difficile, attuò una politica di liberalizzazione dell'economia e di riduzione delle spese con un aumento delle imposte indirette a vantaggio di quelle dirette. Semplificò, inoltre, diverse leggi derivanti dal regime di guerra nell'intento di dare vigore ai meccanismi produttivi e di alleggerire il lavoro delle pubbliche amministrazioni, poste e ferrovie in particolare.

Tra il 1922 e il 1926 si ha un periodo di rapida espansione economica, soprattutto nel settore industriale. La produzione manifatturiera cresce del 10% l'anno, contribuendo a una forte espansione delle esportazioni. In soli quattro anni la spesa pubblica passa dal 35% al 13% del PIL. I disoccupati passano da 600.000 del 1921 a 100.000 del 1926.Nel 1925 iniziò anche a distruggere la cartamoneta al fine di frenare l'inflazione. Complessivamente furono inceneriti 320 milioni di lire. 

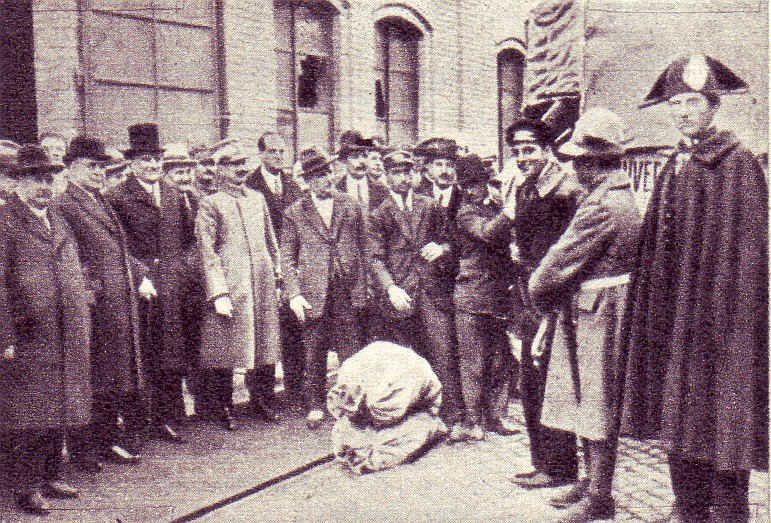
Alla presenza del ministro de' Stefani vengono scaricati i sacchi pieni di cartamoneta destinati all'incenerimento (Roma 30 marzo 1925)

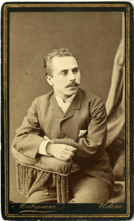
Bonaldo Stringher, direttore generale e poi governatore della Banca d'Italia

Sebbene i risultati della sua politica fossero stati positivi, la sua posizione nella compagine governativa si venne a deteriorare per l'opposizione di gruppi diversi: la parte movimentista e radicale del fascismo, che lo vedeva come filoindustrialista ed eccessivamente liberale; i grandi proprietari terrieri meridionali, e gli esponenti più rappresentativi del capitalismo familiare settentrionale, poiché entrambi non avevano interesse ad una politica di libero scambio e di tagli alle sovvenzioni di cui beneficiavano.
Nella crisi seguita immediatamente al delitto Matteotti ci fu un primo momento in cui - a fronte degli attacchi della stampa - De' Stefani offrì le dimissioni a Mussolini, ma questi concluse il colloquio con le parole: "lei mi continuerà a servire". 
Entrò anche in conflitto con la Banca d'Italia e con l'allora direttore generale Bonaldo Stringher: il contrasto – poi sfociato nella legge bancaria del 1926 – era sia per il controllo della politica monetaria, sia in tema di discrezionalità nei numerosi interventi di salvataggio bancario. Inoltre, era fermamente contrario alle politiche deflazionistiche tese a portare la Lira a "Quota 90".
Nel 1925 emise un provvedimento che mirava a stroncare la speculazione borsistica. In conseguenza i maggiori esponenti degli industriali fecero pressioni su Mussolini perché De' Stefani venisse destituito. Fu in breve sostituito con il conte Giuseppe Volpi, rappresentante dell'oligopolio dell'industria elettrica.
Nello stesso anno divenne ordinario di politica economica e finanziaria dell'Università di Roma e nel dicembre 1925 nominato preside della neonata Facoltà di scienze politiche. Nel 1926 divenne notista economico del Corriere della Sera.

### Dall'Accademia alla critica al regime
Nel 1929 fu rieletto deputato alla Camera, che lasciò nel 1932 per la sua nomina ad Accademico d'Italia.
Nel 1930 tornò membro del Gran Consiglio del Fascismo, dal 1935 Accademico dei Lincei e dal 1939 Vicepresidente dell'Accademia d'Italia.

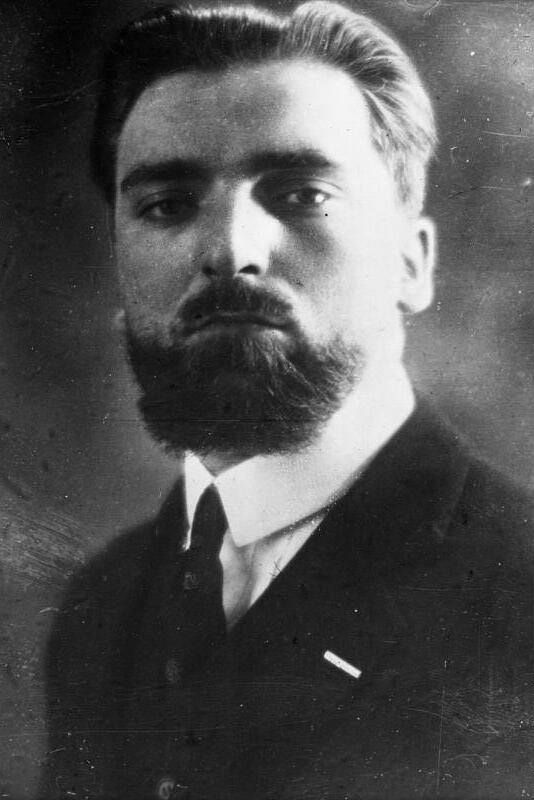
Dino Grandi

Negli anni trenta il Fascismo si struttura in regime e il pensiero di de' Stefani comincia a venire visto da alcuni gerarchi con sospetto perché troppo autonomo. La sua attività venne quindi esclusivamente permessa in ambito culturale e non politico, sebbene restasse membro del Gran consiglio del fascismo.
Nominato alto consulente del Governo Nazionale Cinese nel 1937, si dedicò all'opera di riorganizzazione amministrativa e di mobilitazione civile della Repubblica di Cina, della quale fu nominato dal generale Chiang Kai-shek "alto consulente economico-finanziario" per un anno.
Fino al 1942 fu commentatore di temi economici per La Stampa, dove espresse anche opinioni in contrasto con quelle del regime.
Iniziò a manifestare insofferenza e delusione verso il regime già nel 1941, pubblicando Confidenze e Convinzioni che, sebbene censurato, fu uno dei pochissimi segnali di critica ad un sistema ormai dittatoriale. Nel gennaio 1943 fu nominato presidente dell'Istituto Poligrafico dello Stato.
Nel luglio del 1943 votò a favore dell'ordine del giorno di Dino Grandi, che ebbe come conseguenza l'ordine di arresto del duce. Dopo l'8 settembre e la liberazione di Mussolini, si rifugiò in un convento. Nella Repubblica Sociale Italiana venne condannato a morte in contumacia al processo di Verona nel 1944.
Finita la guerra fu deferito all'Alta corte di giustizia ed assolto nel 1947 dall'accusa di collaborazionismo col nazismo. Riabilitato e reintegrato nelle sue cariche universitarie, fu professore emerito alla Sapienza di Roma e dedicò gli ultimi anni della sua vita agli studi e al giornalismo.

## Opere
- Teoria del commercio internazionale. Problemi fondamentali. Verona, Tip. Ed. «A. Manuzio», 1903.
- Economia politica. Appunti. Anno accademico 1918-19. Parte generale. Padova, La litotipo, 1919.
- Economia politica. Appunti. Anno accademico 1918-19. Parte speciale. Padova, La litotipo, 1919.
- La dinamica patrimoniale nell'odierna economia capitalistica. Padova, La litotipo, 1921.
- Decadenza demografica e decadenza economica. Roma, La voce, 1921.
- Discorsi. Milano, Imperia, 1923.
- L'azione dello Stato italiano per le opere pubbliche (1862-1924) (con proemio del prof. R. Cessi sulla politica dei lavori pubblici della Repubblica veneta). Roma, Libreria dello Stato, 1925.
- La legislazione economica della guerra. Bari, Laterza, 1926.
- Lezioni sugli ordinamenti finanziari italiani. Anno accademico 1925-1926. Roma, Stabilimento poligrafico per l'amministrazione dello stato, 1926.
- La restaurazione finanziaria 1922-1925. Bologna, Zanichelli, 1926 (riedito da G. Volpe nel 1978)
- Vie maestre: commenti sulla finanza del 1926. Milano, Treves, 1927.
- Quintino Sella (1827-1884). Roma, Soc. Nuova Antologia: Bestetti e Tumminelli (1927?).
- Colpi di vaglio: commenti sulla finanza del 1927. Milano, Treves, 1928.
- Cornelio Nipote, Le vite, Versione di Alberto de' Stefani, Milano, Notari, 1928.
- L'oro e l'aratro. Milano, Treves, 1929.
- La deflazione finanziaria nel mondo: la vendetta dei fatti. Milano, Treves, 1931.
- Manuale di finanza. Bologna, N. Zanichelli, 1931 (riedito fino al 1943)
- La resa del liberalismo economico. Milano-Roma, Treves-Treccani-Tumminelli, 1932.
- L'illusione creditizia. Milano - Roma, Treves, 1932.
- Lo Stato e la vita economica: relazioni presentate alla seconda conferenza internazionale di studi su lo Stato e la vita economica, Londra, maggio-giugno 1933 (De Stefani et al.). Padova, CEDAM, 1934.
- Eventi economici. Bologna, Zanichelli, 1934.
- L'ordine economico nazionale. Bologna, Zanichelli, 1935.
- Garanzie di potenza: saggi economici. Bologna, Zanichelli, 1936.
- Politica economica internazionale: conferenze tenute presso il R. Istituto superiore di Scienze economiche e commerciali di Firenze (De Stefani et al.). Firenze, Libreria internazionale Seeber, 1936.
- Commenti e discorsi. Bologna, Zanichelli, 1938.
- Travaglio economico. Bologna, Zanichelli, 1940.
- Sopravvivenze e programmi nell'ordine economico. Roma, Edizioni italiane, 1941.
- L'ordinamento finanziario italiano. Roma, Bulzoni, 1956 (riedito nel 1966)
- Baraonda bancaria. Milano, Edizioni del Borghese, 1960.
- La dinamica patrimoniale nell'odierna economia capitalistica ed altri scritti. Padova, CEDAM, 1961.
- Una riforma al rogo. Roma, Il quadrato, 1963.
- Quota 90: la rivalutazione della lira 1926-1928. Torino: UTET libreria; Roma: Bancaria, 1998.